# سفارة السويد في ألبانيا
سفارة السويد في ألبانيا هي أرفع تمثيل دبلوماسي لدولة السويد لدى ألبانيا. تقع السفارة في تيرانا وهي تهدف لتعزيز المصالح السويدية في ألبانيا.

## وصلات خارجية
- قائمة سفارات السويد
- قائمة السفارات في ألبانيا